# Noetiella
Noetiella is een monotypisch geslacht van tweekleppigen uit de  familie van de Noetiidae.

## Soorten
- Noetiella pectunculiformis (Dunker, 1866)